# Alhambra (Califórnia)
Alhambra é uma cidade localizada no estado americano da Califórnia, no condado de Los Angeles. Foi incorporada em 1903.

## Geografia
De acordo com o Departamento do Censo dos Estados Unidos, a cidade tem uma área de 19,77 km², dos quais 19,76 km² estão cobertos por terra e 0,002 km² por água.

### Localidades na vizinhança
O diagrama seguinte representa as localidades num raio de 8 km ao redor de Alhambra.

## Demografia
Segundo o censo nacional de 2010, a sua população é de 83 089 habitantes e sua densidade populacional é de 4 204 hab/km². Possui 30 915 residências, que resulta em uma densidade de 1 564,4 residências/km².